# Giovanni Tacci Porcelli
Giovanni Tacci Porcelli (ur. 12 listopada 1863 w Mogliano, zm. 30 czerwca 1928 w Rzymie) – włoski kardynał, wysoki urzędnik Kurii Rzymskiej.
Ukończył seminaria w Tolentino i Rzymie. W Wiecznym Mieście uzyskał doktoraty z teologii i prawa kanonicznego. Święcenia kapłańskie otrzymał w Fermo dnia 19 września 1886 i pracował następnie dla archidiecezji Fermo i w Rzymie (lata 1886–1895). W tym czasie był m.in. dziekanem Akademii Dostojników Szlacheckich i członkiem Komisji ds. Szkół Pontyfikalnych.
18 marca 1895 otrzymał nominację na biskupa diecezji Città della Pieve. Miał wówczas nieco ponad 31 lat i był jednym z najmłodszych biskupów na świecie. Sakry udzielił mu kardynał Amilcare Malagola, arcybiskup Fermo. W roku 1904 został wysłany jako delegat do Konstantynopola, gdzie był wikariuszem patriarchy dla katolików obrządku łacińskiego. 10 marca 1905 podniesiony do rangi arcybiskupa tytularnego Nicei. Podczas dalszej kariery dyplomatycznej sprawował funkcje nuncjusza w Belgii (1907–1911) i internuncjusza w Holandii (1911–1916). W roku 1918 przeniesiony został na urząd prefekta Pałacu Apostolskiego.
Na konsystorzu z czerwca 1921 otrzymał kapelusz kardynalski. Brał udział w konklawe 1922. Od 8 sierpnia 1922 do stycznia 1927 sprawował urząd sekretarza Kongregacji ds. Kościołów Wschodnich. Był głównym konsekratorem Angelo Giuseppe Roncalli, przyszłego papieża Jana XXIII. Pochowany został na cmentarzu Campo Verano.